# 상속

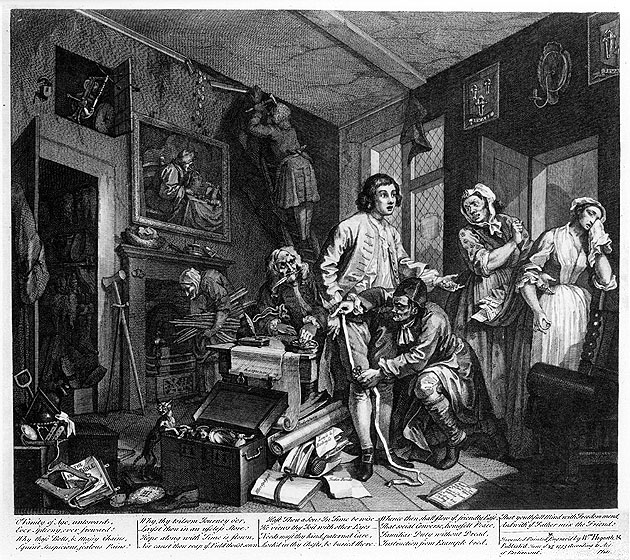
윌리엄 호가스의 『방탕자의 행로』에서 발췌. "젊은 상속자가 구두쇠의 재산을 차지하다".

상속(相續, 영어: inheritance)은 사람의 사망에 의한 재산 및 신분상 지위의 포괄적인 승계를 말한다. 그 외 실종 신고나 인정 사망의 경우에도 상속이 개시된다. 상속의 중심은 재산 상속에 있다. 상속의 형태 가운데 '법정상속주의'는 상속인을 법정하는 것이고 '자유상속주의'는 상속인을 피상속인이 선출하는 것이다. 대한민국의 민법은 기존의 호주제를 폐지하였으며, 가족 재산의 공동 상속인 재산 상속만을 규정하고 있다. 특허권의 상속인이 없는 경우에는 그 특허권은 소멸되어 일반 공중이 자유롭게 이용할 수 있다(대한민국 특허법 제124조).

## 상속 재산 조사
상속인은 피상속인이 남긴 재산을 조사해야 하는데, 부동산은 국토해양부의 "조상 땅 찾기" 서비스를 통해서, 금융 재산은 금융감독원의 "상속인 금융거래 조회 서비스"를 통해 조사할 수 있다. 부동산과 금융 재산의 상속 재산 조사가 완료되면, 피상속인의 유언이 있으면 유언에 따라 나누고, 유언이 없으면 상속 재산 분할 협의를 하여 나누며, 협의도 안 되면 가정법원에 상속 재산 분할 청구를 하여 소송을 통해 상속 재산을 나눈다.

## 시대별 상속 비율
시대의 변화에 따라 남녀 평등의 위주로 상속 비율이 변경되었음을 볼 수 있다.
- 1960년 1월 1일 이전 사망자
  - 호주 상속인[1]이 전부 상속[2]
- 1960년 1월 1일 ~ 1978년 12월 31일 사망자
  - 호주 상속인 1.5
  - 호주 상속인 이외의 피상속인의 아들 1.0
  - 배우자 0.5
  - 피상속인의 사망 당시 미혼인 딸 0.5
  - 피상속인의 사망 당시 기혼인 딸 0.25
- 1979년 1월 1일 ~ 1990년 12월 31일 사망자
  - 호주 상속인 1.5
  - 배우자 1.5
  - 기타 자녀 1.0
  - 피상속인의 사망 당시 기혼인 딸 0.25
- 현행 민법 시행 이후 사망자[3]
  - 배우자 1.5, 직계 혈족 1.0
    - 배우자가 없어 상속 순위가 3순위 이하로 넘어가는 경우 비율의 차등 없이 상속인들 전원이 균등한 비율로 망자의 재산을 상속한다.

## 법정 상속 순위
- 1순위 : 배우자와 직계비속 - 배우자와 시부모가 있는 상황에서 배우자의 복중에 태아가 있는 경우 민법상 태아에게도 상속권이 인정되기 때문에 상속인은 배우자와 복중태아이다.
- 2순위 : 배우자와 직계존속
- 3순위 : 형제자매
- 4순위 : 8촌 이내의 방계혈족

피상속인에게 생존해 있는 직계혈족이 전무한 상황에서 배우자만 있는 경우 배우자가 망자의 재산을 전부 상속한다.

### 상속 결격자
민법 1004조의 규정에 따라 법정상속 우선 순위에 해당하여도 망자의 재산을 상속받을 수 없는 경우가 있는데 이 경우 상속인으로서 자격이 없다고 간주하여 법정상속 순위상 동 순위의 자에게 해당자의 비율만큼 가산하거나 동 순위의 자가 없는 경우 대습상속에 의한 상속이 개시되며 이 경우에도 해당되지 않는 경우 후순위자에게 상속의 권리가 넘어간다.
- 고의로 직계존속, 피상속인, 그의 배우자 또는 상속의 선순위자나 동 상속인[6]을 살해하거나 살해하려 한 자
- 고의로 직계존속, 피상속인과 그 배우자에게 상해를 가하여 사망에 이르게 한 자
- 사기 또는 강박으로 피상속인의 상속에 관한 유언 또는 유언의 철회를 방해한 자
- 사기 또는 강박으로 피상속인의 상속에 관한 유언을 하게 한 자
- 피상속인의 상속에 관한 유언서를 위변조, 파기 또는 은닉한 자

## 유류분
상속인의 최소한의 권익 보호를 위하여 민법에 명시되어있는 규정으로
법정상속 비율만큼 상속받지 못한 경우 법정상속 비율의 일정 부분을 법률로써
인정해 주는 제도이다. 단, 이 경우 법원에 소송을 하여야 한다는 유의점이 있고
자기 자신이 상속한 비율이 하단의 비율 이상인 경우 이미 유류분에 해당하는 금액을 상속한 것이기 때문에 유류분 소송을 할 수 없다.

### 보장 비율
- 피상속인의 직계비속, 배우자인 경우 법정상속분의 50%
  - 예시
    - 피상속인에게 재산이 10억 원이 있고 슬하에 자녀가 2명이 있는 상황에서 자녀들에게는 1억 원씩만 상속하고 피상속인의 기타 재산이 복지재단 등에 기부된 경우 아들 2명은 각각 복지재단 등에 법정상속분의 50%에 해당하는 2억 5,000만 원 - 1억 원 = 1억 5,000만 원을 반환하라는 소송을 제기할 수 있음.
- 피상속인의 직계존속, 형제자매인 경우 법정상속분의 ⅓
  - 예시
    - 피상속인에게 재산이 3억 원이 있고 부모만 생존해 있는 상황에서 제3자에게 재산이 상속된 경우 부모는 각각 그 제3자에게 법정상속분의 ⅓에 해당하는 5,000만 원을 반환하라는 소송을 청구할 수 있음.

## 대습 상속
피상속인의 상속인이 피상속인의 사망 전에 사망한 경우
그 사람의 상속 예정 비율을 그 사람의 상속인에게 대습하여 상속하게 하는 제도

### 예시
배우자와 아들 둘이 있는데
차남이 사망한 경우
차남의 상속 예정 비율 1.0에 해당하는 지분을
차남의 상속인(배우자, 자녀 등)에게 상속

#### 사례
피상속인 재산 49억 원으로 가정하였을 때
- 배우자 21/49 = 21억 원
- 장남 14/49 = 14억 원

(차남의 상속 예정분 14억 원 보전)
- 차남의 배우자 6/49 = 6억 원
- 차남의 아들 4/49 = 4억 원
- 차남의 딸 4/49 = 4억 원

## 세금
사망일의 다음 달부터 6개월 내에 상속세를 관할 세무서에 자진 신고 및 자진 납부를 해야 한다. 부동산을 상속한 경우, 사망일로부터 6개월 내에 취득세를 관할 구청에 자진 신고 및 자진 납부를 해야 한다. 상속세와 취득세의 자진 신고 기한은 약간 차이가 있으며 구청과 세무서가 다름을 주의해야 한다. 상속재산 분할 협의가 안 된 경우에는 법정상속분을 기준으로 신고한다. 자진 신고 기한을 넘기면 20%의 가산세가 부과된다.

## 같이 보기
- 유류분
- 대한민국의 상속법